# Dominique Moïsi

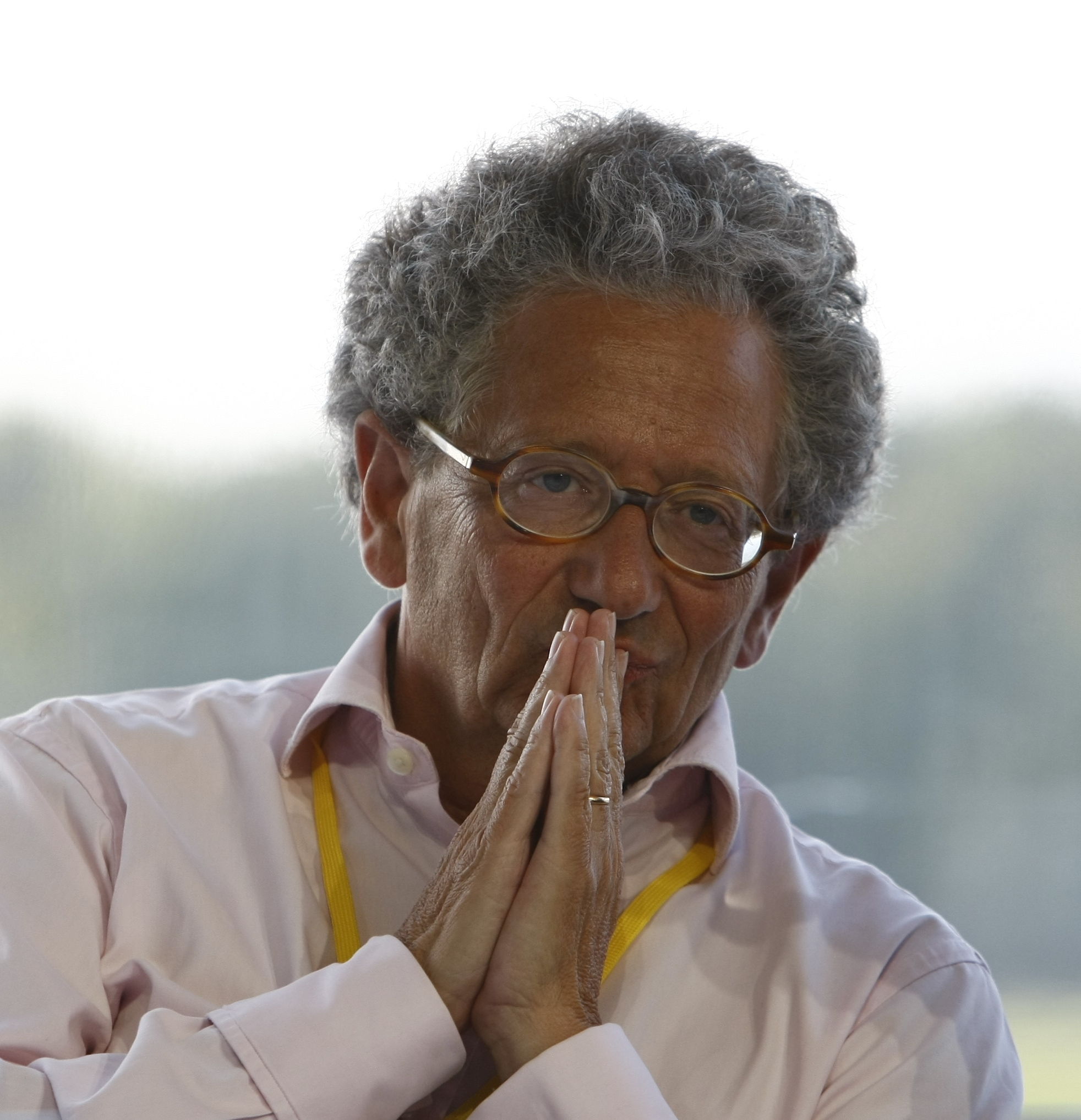
Dominique Moïsi in 2008

Dominique Moïsi (Straatsburg, 21 oktober 1946) is een Frans politicoloog en schrijver.

## Biografie
Moïsi is de zoon van overlevende van Auschwitz Jules Moïse. Hij studeerde aan de Sorbonne, Harvard en de Hebreeuwse universiteit van Jeruzalem.
Hij is verbonden aan het Institut Français des Relations Internationales (IFRI) en het CEDEP.
Moïsi is getrouwd met historicus Diana Pinto en hebben samen 2 zonen.

## Publicaties
Deze lijst bevat een selectie van enkele voorname publicaties
- 1991 - Le Nouveau Continent: Plaidoyer pour une Europe renaissante
- 2009 - La géopolitique de l'émotion
- 2011 - Un juif improbable
- 2016- La géopolitique des séries (Nederlandse vertaling Triomf van de angst, de geopolitiek van series, Boom uitgevers, 2018)

- Biblioteca Nacional de España: XX1311226
- Bibliothèque nationale de France: cb11916401z (data)
- Gemeinsame Normdatei: 139319492
- International Standard Name Identifier: 0000 0000 7829 2761
- Library of Congress Control Number: n82161719
- Nationale Bibliotheek van Tsjechië: js20060929007
- Nationale Bibliotheek van Israël: 987007298052105171
- Nederlandse Thesaurus van Auteursnamen: 068756747
- Istituto Centrale per il Catalogo Unico: PUVV394013
- Système universitaire de documentation: 027033252
- Virtual International Authority File: 2474491
- WorldCat: E39PBJgHgkQTDd3jWB77TVQKBP